# Степанов, Никита Юрьевич
Никита Юрьевич Степанов (род. 6 апреля 1996, Смолевичи, Минская область) — белорусский футболист, защитник клуба «Динамо-Брест».

## Биография
Окончил частную футбольную школу Виктора Дармина в Смолевичах. С 2013 года выступал за клуб «Смолевичи-СТИ» в первой лиге, провёл более 80 матчей за четыре с половиной сезона.
В августе 2017 года на правах аренды перешёл в минский «Луч» и с этим клубом стал победителем турнира первой лиги. В декабре 2017 года подписал полноценный контракт с «Лучом». 5 апреля 2018 года сыграл дебютный матч в высшей лиге против брестского «Динамо», заменив на 63-й минуте Виталия Шепетовского, в дальнейшем стал регулярно выходить в стартовом составе. После объединения «Луча» с могилёвским «Днепром» игрок продолжил выступать за новый клуб «Дняпро-МЧЗ», был капитаном команды. Однако по итогам сезона 2019 года клуб покинул высшую лигу через переходные матчи и прекратил существование.
В начале 2020 года был на просмотре в польском клубе «Ягеллония», но в итоге подписал двухлетний контракт с жодинским «Торпедо-БелАЗ». Начинал сезон 2020 в стартовом составе жодинцев, однако позднее потерял место в основе, с августа не играл за основную команду, выступал за дубль.
В январе 2021 года по окончании контракта покинул «Торпедо-БелАЗ». Вскоре стал тренироваться с гродненским «Неманом» и подписал соглашение с клубом. Начинал сезон 2021 в стартовом составе гродненцев, однако вскоре оказался на скамейке запасных. В июле по соглашению сторон поикнул гродненскую команду и вскоре присоединился к «Ислочи», где закрепился в основе. В январе 2022 года продлил соглашение с клубом. Записал на свой счёт дубль в матче 10 сентября 2022 года против «Минска». В декабре 2022 года покинул клуб расторгнув контракт по соглашению сторон.
По информации источников одним из вариантов продолжения карьеры казахстанский клуб «Атырау». В январе 2023 года футболист попал в заявку казахстанского клуба на товарищеский матч против краковской «Вислы». В феврале 2023 года футболист официально присоединился к казахстанскому клубу. Дебютировал за клуб 5 марта 2023 года в матче против «Кайрата».

### В сборной
В 2017—2018 годах играл за молодёжную сборную Беларуси. 26 февраля 2020 года дебютировал в национальной сборной в товарищеском матче против Болгарии, провёл на поле все 90 минут.

## Достижения
- Бронзовый призёр чемпионата Беларуси: 2020
- Победитель первой лиги Беларуси: 2017

## Личная жизнь
Брат Роман (род. 1991) — тоже футболист, выступает на позиции вратаря.